# Гузарский район
Гузарский район (узб. G’uzor tumani / Ғузор тумани) — административная единица в Кашкадарьинской области Узбекистана. Административный центр — город Гузар.

## История
Гузарский район был образован в 1926 году. В 1938 году вошёл в состав Бухарской области, а в 1943 году отошёл к Кашкадарьинской области. В 1960-1964 годах входил в состав Сурхандарьинской области.

## Административно-территориальное деление
По состоянию на 1 января 2011 года, в состав района входят:
- Город районного подчинения

1. Гузар.

- 5 городских посёлков:

1. Жарарик,
2. Машъал,
3. Обихаёт,
4. Шерали,
5. Янгикент.

- 12 сельских сходов граждан:

1. Батош,
2. Бустан,
3. Гулистан,
4. Гульшан,
5. Зарбдар,
6. Каракуль,
7. Куштепа,
8. Мехнетабад,
9. Пачкамар,
10. Халкабад,
11. Шакарбулак,
12. Шерали.

## Хокимы
1. Яраш Нуриллаев (1992-1996),
2. Бегимкул Эшкобилов (1996-1998),
3. Хужам Кодиров,
4. Холбобо Бозоров,
5. Шомурод Донаев (2007-2017),
6. Фазил Кулматов (12.03.2017-08.02.2018),
7. Облояр Боймиров (08.02.2018-27.08.2018)
8. Садулла Бабакулов (с 27.08.2018-17.03.2020).
9. Бекзод Суюнов (2020 - н. в.)